# 탈리슈어
탈리쉬어(تؤلشه زوؤن, Tolışə Zıvon, Tолышә зывон)는 아제르바이잔과 이란의 북쪽 국경지대에 주로 사는 탈리쉬족이 쓰는 이란어군 언어이다.
북서이란어군에 분류되며, 길란어, 마잔다란어 등 다른 카스피 이란어들 외에 타트어와도 가깝다.
주요 사용 지역으로는 아제르바이잔과 이란이 있다. 주로 아제르바이잔과 이란의 경계 지역에서 쓰인다. 그 외의 사용 지역으로는 러시아의 다게스탄 공화국, 우크라이나 등이 있다.